# Kathrin Zettel
Kathrin Zettel (n. 5 august 1986, Scheibbs⁠(d), Austria Inferioară, Austria) este o schioare alpină austriacă, medaliată olimpică. A participat la 3 ediții ale Jocurilor Olimpice (2006, 2010, 2014) în care a câștigat o medalie de bronz.